# James Archer (gesuita)
James Archer (Irlanda, 1550 – Santiago di Compostela, 15 febbraio 1620) è stato un gesuita irlandese.
Giocò un ruolo controverso nella Guerra dei Nove Anni, durante la cosiddetta Riconquista Tudor dell'Irlanda.
Durante gli ultimi dieci anni del regno di Elisabetta I d'Inghilterra divenne una delle figure più odiate dalla propaganda del governo britannico, benché il suo più durevole successo fosse stato la fondazione di seminari Irlandesi nell'Europa continentale, come parte della controriforma.